# Blow It Out
«Blow It Out» (також відомий як «Blow It Out Yo Ass») — третій сингл репера Лудакріса з альбому Chicken-n-Beer, випущений 28 вересня 2003 року. Пісня націлена на Білла О'Райлі через коментарі, які він зробив на адресу Лудакріса про його поганий вплив на аудиторію. 
Також був зроблений ремікс на пісню з участю 50 Cent, який так і не був офіційно випущений. У 2006 році було випущено перевидання цього альбому на міжнародному рівні, переважно в Європі, на Близькому Сході та в Китаї, з реміксом 50 Cent як бонус-треком.

## Чарти
| Чарт (2003)                             | Найвища позиція |
| --------------------------------------- | --------------- |
| США (Hot R&B/Hip-Hop Songs) (Billboard) | 56              |